# Brockbridge
Brockbridge – osada w Anglii, w hrabstwie Hampshire, w dystrykcie Winchester. Leży 21 km na południowy wschód od miasta Winchester i 93 km na południowy zachód od Londynu.